# Ernst Décsey
Ernst Décsey, född 13 april 1870, död 12 mars 1941, var en tysk författare och musikkritiker.
Décsey studerade bland annat för Anton Bruckner vid musikkonservatoriet i Wien och var från 1921 musikkritiker vid Neues Wiener Tagblatt. Décsey skrev monografier över Hugo Wolf (4 band, 6:e upplagan 1919), Anton Bruckner (1920), Johann Strauss d.ä. (1922) och Franz Lehár.